# 小愛同學
小爱同学是小米科技于2017年7月26日发布的智慧型個人助理，適用於小米科技的智慧音響，手機，電視，手錶及手環等穿戴裝置，建構在小米水滴平台（现更名为小爱开放平台）數據庫上。可直接连接至米家物聯網系統。
当前小爱同学仅在中國大陆版MIUI及智能硬件上搭载，支持部分中国方言。
小爱同学也存在适用于非MIUI设备的版本，但功能上存在一定限制。

## 发展历史
2017年9月6日，小爱同学随着小米电视4A的发布亮相。
2017年7月，小米AI音箱发布。
2017年11月，小爱同学（语音助手）发布至MIUI开发版。
2018年3月，小米MIX 2S发布，小爱同学首次进入到小米手机。
2018年5月，贵阳中国国际大数据产业博览会上，小爱同学获得了“2018领先科技成果奖·黑科技”和“2018领先科技成果奖·新产品”两项奖项。
2019年11月，小爱同学3.0正式发布，是支持连续对话的手机语音助手。
2019年12月，小米10发布，小爱同学发布“定制声音”“定制唤醒词”两大功能。
2020年11月，小爱同学5.0正式发布，升级为智能生活助手。
2021年8月，小米2021年Q2财报发布，小爱同学月活用户突破1亿。
2022年12月，小爱同学6.0正式发布，新的“小爱同学”由“小爱语音”、“小爱翻译”、“小爱视觉”、“小爱建议”等多个人工智能引擎组成。
2024年12月，超级小爱在澎湃OS 2系统中推出。

## 適用產品
- 小愛音箱HD
- 小米AI音箱
- 小愛音箱mini
- 小米手錶
- 小愛音箱Pro
- 小愛音箱萬能遙控版
- 小米手環4以及後續的NFC版本手環
- 小米手錶Color
- 小米手机系列产品
- Redmi手机系列产品
- 小米小愛音箱Art
- Xiaomi Sound
- 小米汽车

## 虚拟形象
2017年11月28日，小米公司在2017MIDC小米IoT开发者大会上公开小爱同学的虚拟形象，为二次元红色短发机甲少女。会上同时发布一个带有小爱同学手办的“小米AI音箱限量版”，2018年正式发售。小爱同学的虚拟形象曾被指责抄袭。
2019年3月21日，小米公司为庆祝小爱同学两周岁生日，在微博上抽奖送出500台“小爱音箱手办版”。2019年12月6日，小米发布小爱同学男声版形象“青葱”，并将原有女性形象重命名为“蜜糖”。

## 外部連結
- 小米小爱开放平台 （页面存档备份，存于）